# Мимезис
Мимезисът означава подражание и е термин от Античността.
За Аристотел поезията е мимесисът е подражанието на действие, сериозно и завършено, което се случва по вероятност и необходимост. Човек прави първите си стъпки в света именно подражавайки на тези, които са най-близко до него – родителите.
За Платон материалният свят е само подражание на неизменния свят на Велики и Божествени идеи (ейдос). Поетите подражавали от своя страна на материалния свят и в този смисъл те били доста далеч от Истината. Тези твърдения на Платон са в основата на виждането му, че в идеалната държава поети не трябва да има, защото са „носители“ на лъжи.